# Rogatka Strait
Die Rogatka Strait (englisch, russisch Пролив Рогатка Proliw Rogatka, deutsch ‚Schleuder-Meerenge‘) ist eine mindestens 400 m breite Meerenge vor der Knox-Küste des ostantarktischen Wilkeslands. Sie verläuft östlich des Edisto-Kanals zwischen dem nordöstlichen Ausläufer der Thomas-Insel und dem Westufer der Booth-Halbinsel im Gebiet der Bunger-Oase.
Wissenschaftler einer sowjetischen Antarktisexpedition benannten sie 1956. Das Antarctic Names Committee of Australia übertrug diese Benennung 1992 ins Englische.